# Cecilia Cavendish-Bentinck
Cecilia Nina Bowes-Lyon, condesa de Strathmore y Kinghorne (Cavendish-Bentinck; 11 de septiembre de 1862-23 de junio de 1938) fue la madre de la reina Isabel Bowes-Lyon, quien fue esposa de rey Jorge VI (conocida después como reina Isabel, la reina madre), y abuela materna de Isabel II del Reino Unido.

## Vida
Nació en Londres, hija mayor del reverendo Charles Cavendish-Bentinck (nieto del primer ministro William Cavendish-Bentinck, III duque de Portland) y su esposa Caroline Louisa Burnaby. El 16 de julio de 1881 contrajo matrimonio con Claude Bowes-Lyon, lord Glamis en Petersham, Surrey y tuvieron diez hijos. Claude heredó la fortuna de su padre y el título de conde de Strathmore y Kinghorne en 1904, convirtiéndose Cecilia en condesa de Strathmore y Kinghorne.
Durante la Primera Guerra Mundial, su hogar el Castillo de Glamis, sirvió como hospital para los heridos, donde ella tomó un rol activo hasta que desarrolló cáncer y fue quedando invalida. En octubre de 1921 se realizó una histerectomía y en mayo de 1922 ya se había recuperado lo suficiente para festejar el matrimonio de su hija menor, Elizabeth, con el hijo menor del rey Jorge V, el príncipe Alberto, duque de York, que después se convertiría en el rey Jorge VI de Inglaterra.
Era profundamente religiosa, y prefería una vida familia tranquila. Durante la abdicación de Eduardo VIII, al ser fotografiada, ella mencionó que "una fotografía no debería ser desperdiciada en mí".
Sufrió un ataque al corazón en abril de 1938 durante la boda de su nieta, Anna Bowes-Lyon con Tomás Anson, vizconde Anson. Murió 8 semanas después, a la edad de 75, en el n.º 38 Cumberland Mansions, calle Bryanston en Londres.
Fue enterrada el 27 de junio de 1938 en el castillo de Glamis.

## Títulos
1862-1881: Señorita Cecilia Cavendish-Bentinck.
1881-1904: Cecilia Bowes-Lyon, lady Glamis.
1904-1938: Condesa de Strathmore y Kinghorne.

## Familia
Se casó con Claude Bowes-Lyon, lord Glamis, el 16 de julio de 1881, en Petersham, Surrey.
| Nombre                                                                                | Nacimiento               | Muerte                   | Edad     | Notas |
| ------------------------------------------------------------------------------------- | ------------------------ | ------------------------ | -------- | --- |
| Hon. Violet Hyacinth Bowes-Lyon                                                       | 17 de abril de 1882      | 17 de octubre de 1893    | 11 años  | Murió de difteria y fue enterrada en la iglesia de Ham, Londres. Nunca fue llamada lady ya que murió antes que su padre fuera conde. |
| Lady Mary Frances Bowes-Lyon (después Mary Elphinstone, Lady Elphinstone )            | 30 de agosto de 1883     | 8 de febrero de 1961     | 77 años  | Se casó en 1910 con Sidney Elphinstone, 16.º lord Elphinstone. |
| Patricio Bowes-Lyon, Lord Glamis (después 15.º y 2.º conde de Strathmore y Kinghorne) | 22 de septiembre de 1884 | 25 de mayo de 1949       | 64 años  | Se casó en 1908 con lady Dorothy Osborne (hija de Jorge Osborne, 10.º duque de Leeds). |
| Juan Bowes-Lyon                                                                       | 1 de abril de 1886       | 7 de febrero de 1930     | 43 años  | Se casó en 1914 con Fenella Hepburn-Stuart-Forbes-Trefusis (hija de Carlos Hepburn-Stuart-Forbes-Trefusis, 21.º barón Clinton). |
| Alejandro Francis Bowes-Lyon                                                          | 14 de abril de 1887      | 19 de octubre de 1911    | 24 años  | Murió soltero, por un tumor en el cerebro. |
| Fergus Bowes-Lyon                                                                     | 18 de abril de 1889      | 26 de septiembre de 1915 | 26 años  | Se casó en 1914 con lady Christian Dawson-Damer (hija de Lionel Dawson-Damer, 5.º conde de Portarlington. |
| Lady Rosa Constance Bowes-Lyon                                                        | 6 de mayo de 1890        | 17 de noviembre de 1967  | 77 años  | Se casó en 1916 con William Leveson-Gower, 4.º conde Granville. |
| Miguel Claudio Hamilton Bowes-Lyon                                                    | 1 de octubre de 1893     | 1 de mayo de 1953        | 59 años  | Se casó en 1928 con Elizabeth Cator; murió de asma y por ataque al corazón en Bedfordshire. Fue prisionero de guerra durante la Primera Guerra Mundial.                                                                                      |
| Lady Elizabeth Bowes-Lyon                                                             | 4 de agosto de 1900      | 30 de marzo de 2002      | 101 años | Se casó en 1923 con el príncipe Alberto, duque de York, se convierte en reina consorte en 1936 luego de la abdicacion de Eduardo VIII en favor de su esposo. En 1952 se convirtió en la reina madre, al ascender al trono su hija Isabel II. |
| David Bowes-Lyon                                                                      | 2 de mayo de 1902        | 13 de septiembre de 1961 | 59 años  | Se casó en 1926 con Rachel Clay. |